# Долнени (община)
До́лнени (макед. Општина Долнени, алб. Komuna e Dollnenit) — община в Северной Македонии. Расположена в центре страны, на севере историческо-географической области Пелагония. Население составляет 13 568 человек (2002 год).
Административный центр — село Долнени.
Площадь территории общины 412,43 км².
Граничит с общинами Северной Македония:
- на северо-западе — с общиной Македонски-Брод;
- на северо-востоке — с общиной Чашка;
- на юго-востоке — с общиной Прилеп;
- на юге — с общиной Кривогаштани;
- на юго-западе — с общиной Крушево.

В состав общины входят 37 сёл: Бело-Поле, Браилово, Вранче, Горно-Село, Гостиражни, Дабьяни, Дебреште, Десово, Долгаец, Долнени, Дреновци, Дупьячани, Жабяни, Житоше, Забрчани, Заполжани, Зрзе, Костинци, Кошино, Кутлешево, Лажани, Локвени, Мало-Мраморани, Маргари, Небрегово, Новоселани, Пешталево, Рилево, Ропотово, Сарандиново, Секирци, Сенокос, Слепче, Сливье, Средорек, Стровия и Црнилиште.
Этническая структура населения в общине:
- македонцы — 4871 чел.;
- албанцы — 3616 чел.;
- турки — 2597 чел.;
- боснийцы — 2380 чел.;
- сербы — 16 чел.;
- цыгане — 13 чел.;
- остальные — 75 чел.;